# 康斯坦茨大教堂

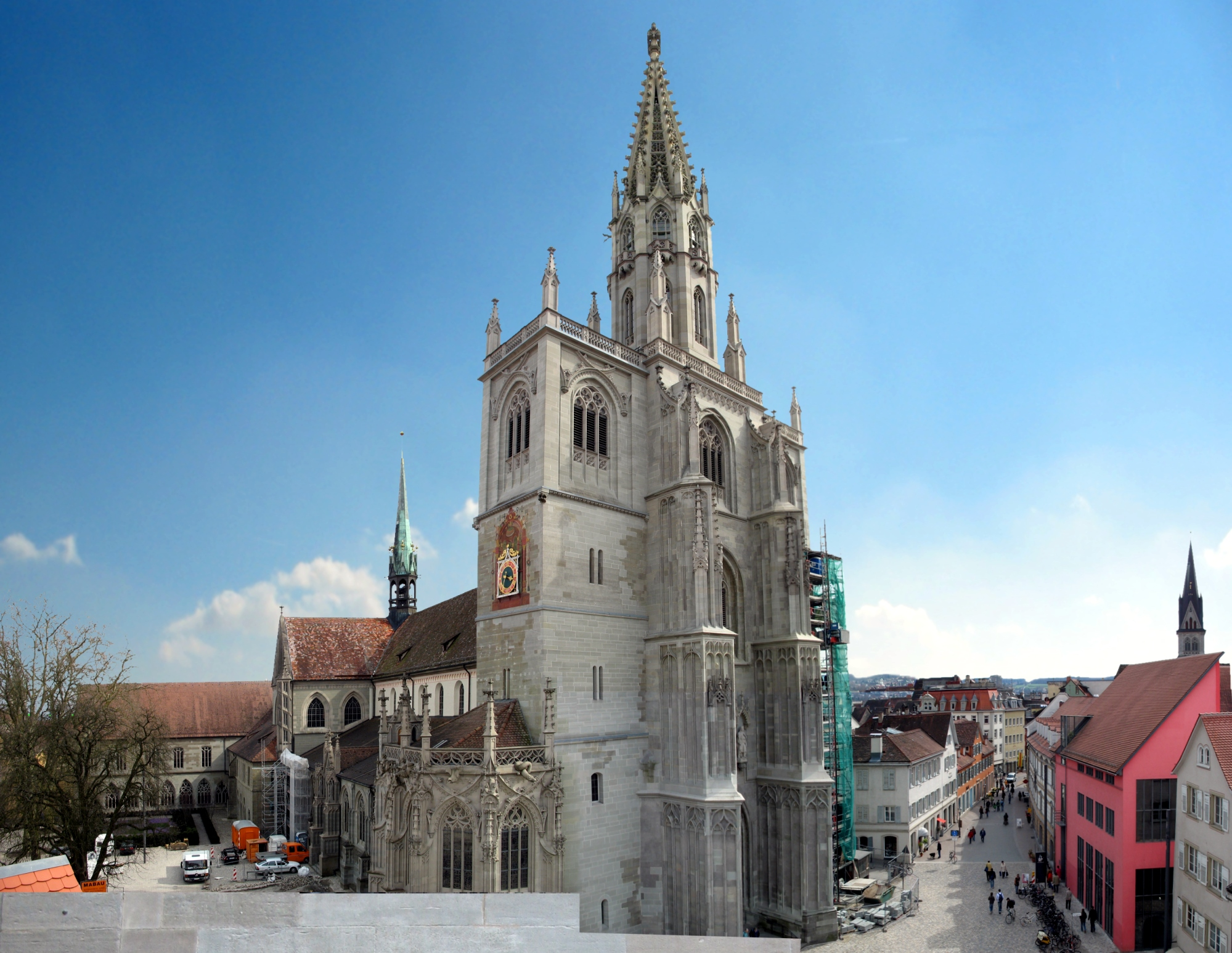

47°39′48″N 9°10′35″E / 47.66333°N 9.17639°E
康斯坦茨大教堂（德語：Konstanzer Münster）是位於德國南部城市康斯坦茨的一座教堂，在歷史上曾經是主教座堂。現在教堂正在進行修復工程。

## 外部連結
- Some spherical panoramas of the Cathedral of Constance